# ابو، یاماگوچی
ابو، یاماگوچی (به لاتین: Abu, Yamaguchi) یک سکونتگاه مسکونی در ژاپن است که در استان یاماگوچی واقع شده‌است.

## خصوصیات
ابو ۳٬۷۰۸ نفر جمعیت دارد.